# Muzeum Lašská jizba
Muzeum Lašská jizba, nazývané také Lašské národopisné muzeum v Sedlištích, je malé muzeum v sousedství dřevěného kostela Všech svatých v Sedlištích v okrese Frýdek-Místek. Nachází se také v pohoří Podbeskydská pahorkatina v Moravskoslezském kraji.

## Historie a popis muzea
Muzeum se věnuje etnografii a historii Lašska. Muzeum shromažďuje a vystavuje předměty ze života a historie minulých generací Sedliště a okolí. Zhlédnout lze nářadí, nástroje, kroje, nábytek, písemnosti, náboženské tisky aj. Samostatnou částí muzea je také historická knihovna s více než 4000 svazky. Bývají zde také výstavy a programy pro školy. Název „Lašské muzeum“ nebo „Muzeum Lašská jizba“ zavedl známý sedlišťský národopisec a historik Joža Vochala (1892-1965), který založil místní muzeum a od roku 1908 začal shromažďovat exponáty. Současná muzejní sbírka, je menší než původní, protože část sbírek je přemístěna do blízkého Frýdku.

## Další informace
Vstupné do muzea je dobrovolné.